# Rue des Batignolles
Pour les articles homonymes, voir Batignolles.
La rue des Batignolles est une voie située dans le quartier des Batignolles du 17e arrondissement de Paris.

## Situation et accès

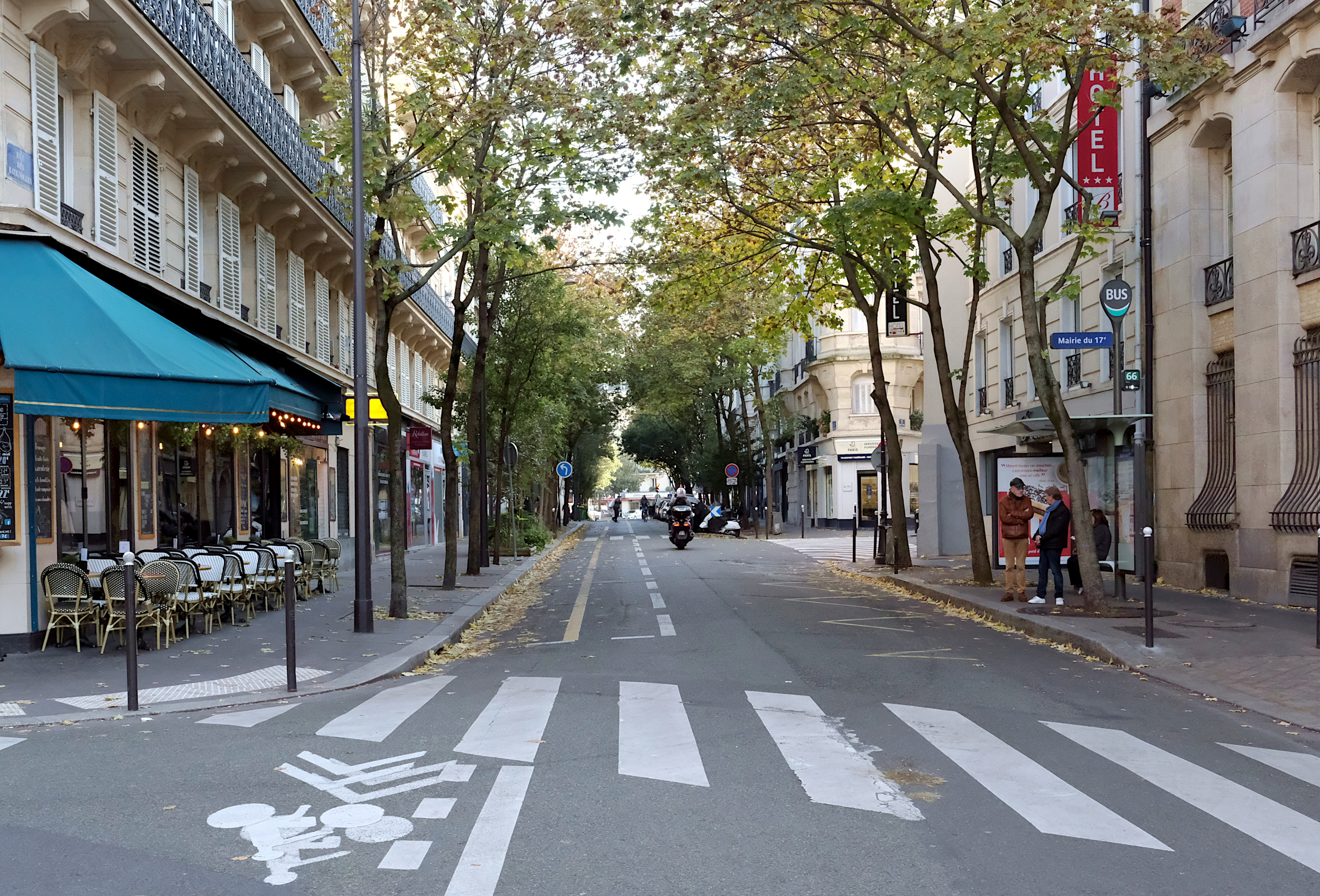
La rue des Batigolles au croisement de la rue des Dames.

Longue de 550 mètres, elle commence au 32, boulevard des Batignolles et se termine au 67, place du Docteur-Félix-Lobligeois.
Le quartier est desservi par les stations de métro Rome (ligne 2), Place de Clichy (lignes 2 et 13) et à distance par les stations Villiers (lignes 2 et 3), La Fourche (ligne 13), Pont Cardinet (ligne 14 et transillien L).

## Origine du nom
Elle porte le nom de l'ancienne commune des Batignolles qu'elle traversait.

## Historique
Comprise dans une zone de gypse antéludien, elle est formée des anciennes « rue de l'Église » et « rue de l'Hôtel-de-Ville », cette voie reçut son nom actuel en 1868.
En 1888, l'usine génératrice de la Société électrique du secteur de la place Clichy est bâtie par Paul Friesé en plein cœur d'un îlot d’habitations, au 53, rue des Dames, c'est-à-dire au croisement de la rue des Batignolles. Les visiteurs s'y bousculent car elle est jugée très innovante sur le plan de la technologie. Sa puissance rayonne sur le quartier de la place de Clichy, qui accueille de nombreux théâtres et restaurants.
Parmi les célébrités du quartier figure Hippolyte Bayard (1801-1887), pionnier de la photographie qui immortalisa  la procession de la Fête-Dieu rue des Batignolles en 1842, des jardins, un reposoir, des cours rue Boursault, la maison du meunier des Batignolles.
En 2024, le chef pâtissier Maxime Frédéric ouvre sa propre boutique; Pleincœur une boulangerie-pâtisserie et chocolaterie , au 64 de la rue des Batignolles.

## Bâtiments remarquables et lieux de mémoire

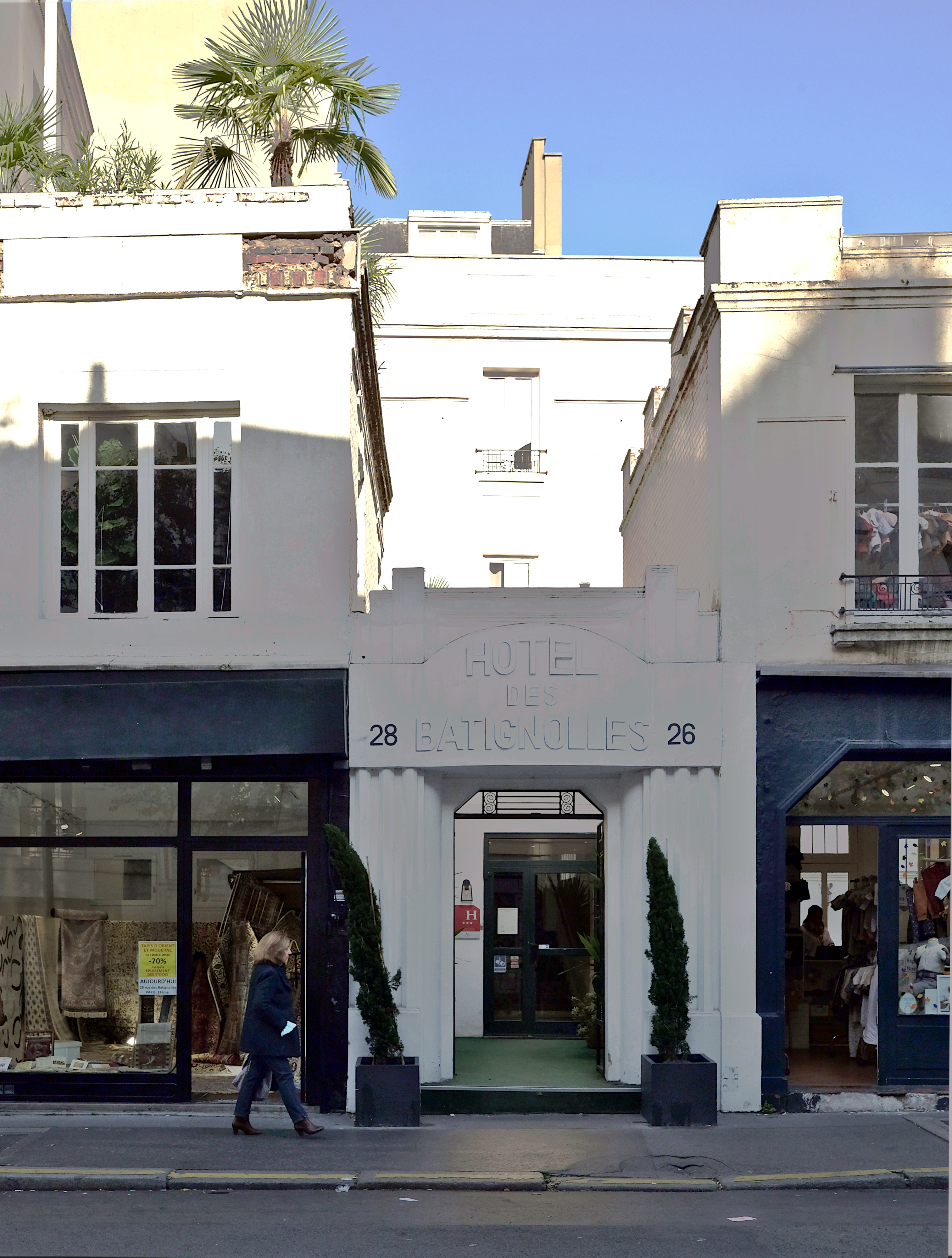
N°26 et 28.

- no 13: construction réalisée en 1900 et 1902, immeuble à toit terrasse,  inscrit à l'Inventaire supplémentaire des monuments historiques le 20 février 1992. Il communique avec les no 12 rue Puteaux et nos 49, 51, 53 et 55 rue des Dames.
- no 16 à no 20 bis et ter : mairie du 17e arrondissement. Construction de 1968-1975, communique avec les  nos 18, 20, 20 bis et 20 ter de la rue des Batignolles, ainsi que les nos 19 et 21 de la rue Truffaut.
- no 29 : domicile de Bernard Buffet[5]
- La rue débouche sur l'église Sainte-Marie des Batignolles.